# Verner Nerep

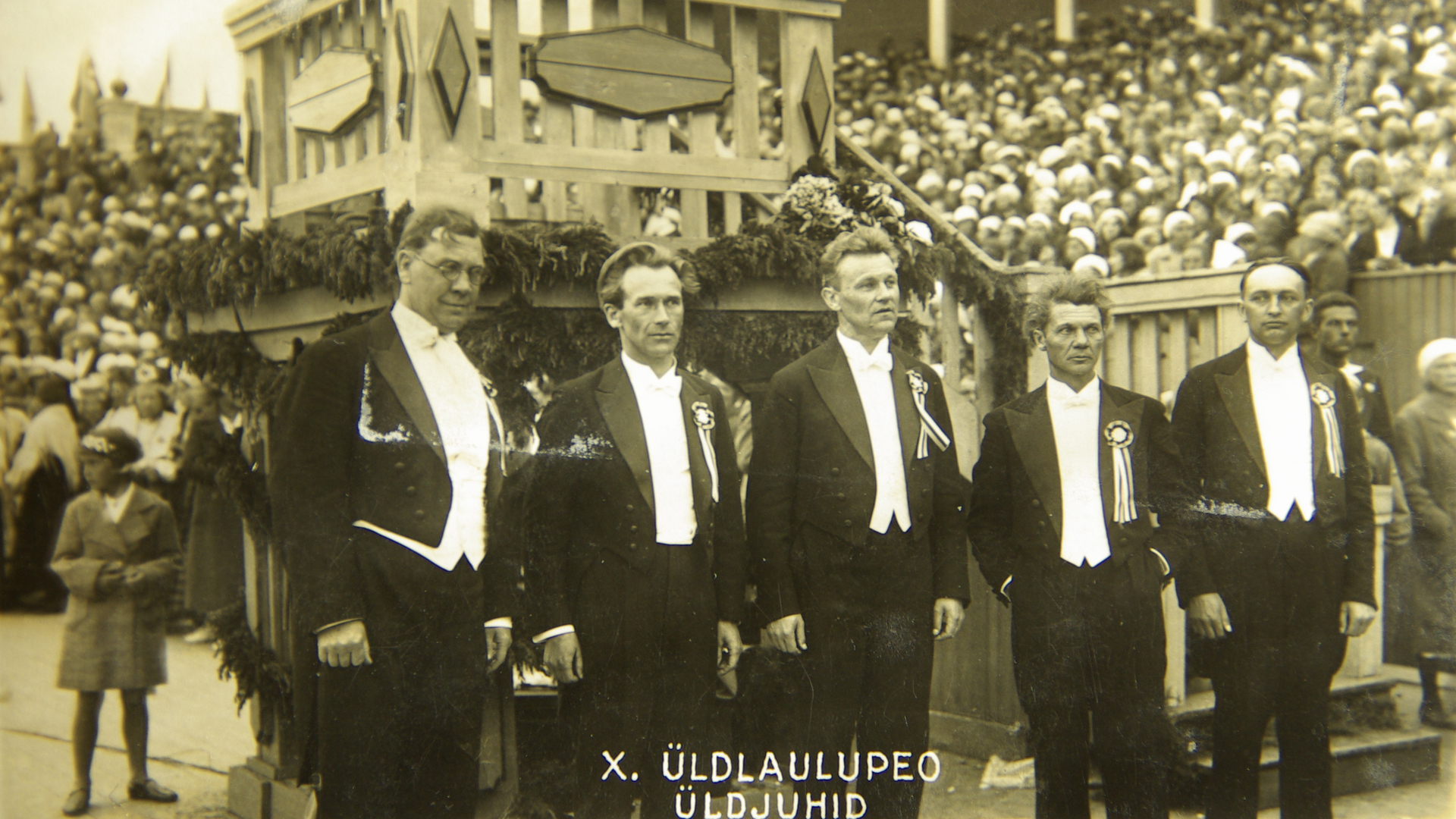
Die Dirigenten des X. estnischen Sängerfests 1933. Von links: Raimund Kull, Tuudur Vettik, Juhan Aavik, Juhan Simm und rechts außen Verner Nerep.

Verner Nerep (* 13. Oktoberjul. / 25. Oktober 1895greg. in Sargvere, heute Landgemeinde Paide; † 25. August 1959 in Stockholm, Schweden) war ein estnischer Komponist und Dirigent.

## Leben und Werk
Verner Nerep stammte aus einer Lehrerfamilie. Er besuchte Schulen in Järvakandi und Tallinn. Nerep schloss 1927 sein Studium der Komposition bei Artur Kapp am Konservatorium in Tallinn ab (heute Estnische Musik- und Theaterakademie). Anschließend studierte er das Fach Klavier bei Artur Lemba. Von 1933 bis 1936 bildete sich Nerep im europäischen Ausland fort.
Verner Nerep machte schnell eine musikalische Karriere als Dirigent, Chorleiter und Komponist. Von 1923 bis 1936 war er als Chormeister im Konzert- und Opernhaus Estonia in Tallinn beschäftigt. Von 1933 bis 1942 war er dort als Dirigent und nach dem Tod von Raimund Kull von 1942 bis 1944 als Chefdirigent engagiert. Von 1933 bis 1944 war Nerep Dirigent des Estnischen Rundfunkorchesters. und leitete das X. und XI. estnische Sängerfest 1933 und 1938, eine der größten Auszeichnungen des estnischen Kulturlebens.
1944 floh Verner Nerep vor der sowjetischen Besetzung Estlands nach Schweden. In Skandinavien war er weiterhin musikalisch aktiv. Unter anderem leitete Nerep die Sängerfeste der in Schweden lebenden Exilesten 1948 und 1954.
Von Verner Nerep stammen zahlreiche Kompositionen. Zu den bekanntesten gehören die Kantate Laul orjadele und das Stück Kontsertvals für Sinfonieorchester. Daneben komponierte er viele Lieder für Chöre sowie Bühnenmusik.